# B.C. Open
Het B.C. Open was een jaarlijks golftoernooi in de Verenigde Staten en maakte deel uit van de Amerikaanse PGA Tour, van 1973 tot 2006. Het toernooi vond telkens plaats op de En Joie Golf Club in Endicott, New York, maar vanwege de overstromingen in 2006, vond het toernooi plaats op de Atunyote Golf Club in Verona.

## Geschiedenis
In 1971 werd het toernooi opgericht als het Broome County Open, omdat werd georganiseerd door Broome County Community Charities, Inc. Een deel van de opbrengst van het toernooi ging naar verschillende charitatieve doelen, in de loop der jaren liep dat op tot ongeveer $ 7.500.000.
In 1973 werd het toernooi onderdeel van de Amerikaanse PGA Tour. Van 2000-2006 werd het toernooi gespeeld in de week van het Brits Open en trok daardoor in die jaren geen grote spelers meer. 
In 2006 moest het toernooi na de overstroming van de Susquehanna verhuizen naar de Atunyote Golf Club op de Turning Stone Resort in Verona. Na 2006 werd het toernooi gestopt, toen de FedEx Cup werd geïntroduceerd hetgeen leidde tot wijziging van de toernooiagenda. 

## Winnaars
| Jaar                                        | Baan               | Locatie            | Winnaar            | Score              | Score              | Info                                          |
| Broome County Open                          | Broome County Open | Broome County Open | Broome County Open | Broome County Open | Broome County Open | Broome County Open                            |
| ------------------------------------------- | ------------------ | ------------------ | ------------------ | ------------------ | ------------------ | --------------------------------------------- |
| 1971                                        | En Joie Golf Club  | Endicott           | Butch Harmon       | 69                 | –2                 | Slechts een speelronde                        |
| B.C. Open                                   |                    |                    |                    |                    |                    |                                               |
| 1972                                        | En Joie Golf Club  | Endicott           | Hubert Green       | 136                | –6                 | Wegens slechte weer, afgewerkt in twee ronden |
| onderdeel van de PGA Tour                   |                    |                    |                    |                    |                    |                                               |
| 1973                                        | En Joie Golf Club  | Endicott           | Hubert Green       | 266                | –18                |                                               |
| 1974                                        | En Joie Golf Club  | Endicott           | Richie Karl        | 273                | –11                |                                               |
| 1975                                        | En Joie Golf Club  | Endicott           | Don Iverson        | 274                | –10                |                                               |
| 1976                                        | En Joie Golf Club  | Endicott           | Bob Wynn           | 271                | –13                |                                               |
| 1977                                        | En Joie Golf Club  | Endicott           | Gil Morgan         | 270                | –14                |                                               |
| 1978                                        | En Joie Golf Club  | Endicott           | Tom Kite           | 267                | –17                |                                               |
| 1979                                        | En Joie Golf Club  | Endicott           | Howard Twitty      | 270                | –14                |                                               |
| 1980                                        | En Joie Golf Club  | Endicott           | Don Pooley         | 271                | –13                |                                               |
| 1981                                        | En Joie Golf Club  | Endicott           | Jay Haas           | 270                | –14                |                                               |
| 1982                                        | En Joie Golf Club  | Endicott           | Calvin Peete       | 265                | –19                |                                               |
| 1983                                        | En Joie Golf Club  | Endicott           | Pat Lindsey        | 268                | –16                |                                               |
| 1984                                        | En Joie Golf Club  | Endicott           | Wayne Levi         | 275                | –9                 |                                               |
| 1985                                        | En Joie Golf Club  | Endicott           | Joey Sindelar      | 274                | –10                |                                               |
| 1986                                        | En Joie Golf Club  | Endicott           | Rick Fehr          | 267                | –17                |                                               |
| 1987                                        | En Joie Golf Club  | Endicott           | Joey Sindelar      | 266                | –18                |                                               |
| 1988                                        | En Joie Golf Club  | Endicott           | Bill Glasson       | 268                | –16                |                                               |
| 1989                                        | En Joie Golf Club  | Endicott           | Mike Hulbert       | 268                | –16                |                                               |
| 1990                                        | En Joie Golf Club  | Endicott           | Nolan Henke        | 268                | –16                |                                               |
| 1991                                        | En Joie Golf Club  | Endicott           | Fred Couples       | 269                | –15                |                                               |
| 1992                                        | En Joie Golf Club  | Endicott           | John Daly          | 270                | –14                |                                               |
| 1993                                        | En Joie Golf Club  | Endicott           | Blaine McCallister | 271                | –13                |                                               |
| 1994                                        | En Joie Golf Club  | Endicott           | Mike Sullivan      | 266                | –18                |                                               |
| 1995                                        | En Joie Golf Club  | Endicott           | Hal Sutton         | 269                | –15                |                                               |
| 1996                                        | En Joie Golf Club  | Endicott           | Fred Funk          | 197                | –16                | Wegens slechte weer, afgewerkt in drie ronden |
| 1997                                        | En Joie Golf Club  | Endicott           | Gabriel Hjertstedt | 275                | –13                |                                               |
| 1998                                        | En Joie Golf Club  | Endicott           | Chris Perry        | 273                | –15                |                                               |
| 1999                                        | En Joie Golf Club  | Endicott           | Brad Faxon         | 273                | –15                |                                               |
| 2000                                        | En Joie Golf Club  | Endicott           | Brad Faxon         | 270                | –18                |                                               |
| 2001                                        | En Joie Golf Club  | Endicott           | Jeff Sluman        | 266                | –22                |                                               |
| 2002                                        | En Joie Golf Club  | Endicott           | Spike McRoy        | 269                | –19                |                                               |
| 2003                                        | En Joie Golf Club  | Endicott           | Craig Stadler      | 267                | –21                |                                               |
| 2004                                        | En Joie Golf Club  | Endicott           | Jonathan Byrd      | 268                | –20                |                                               |
| 2005                                        | En Joie Golf Club  | Endicott           | Jason Bohn         | 264                | –24                |                                               |
| B.C. Open presented by Turning Stone Resort |                    |                    |                    |                    |                    |                                               |
| 2006                                        | Atunyote Golf Club | Verona             | John Rollins       | 269                | –19                |                                               |

84 Lumber Classic ·
500 Festival Open Invitation ·
Agua Caliente Open ·
Air Canada Championship ·
Alameda County Open ·
Alcan Open ·
All American Open ·
Almaden Open ·
American Golf Classic ·
Ardmore Open ·
Arlington Hotel Open ·
AT&T Classic ·
Atlanta Open ·
Azalea Open Invitational ·
B.C. Open ·
Bahama's Open ·
Bakersfield Open Invitational ·
Baton Rouge Open Invitational ·
Beaumont Open Invitational ·
Blue Ribbon Open ·
Booz Allen Classic ·
Buick Challenge ·
Buick Open ·
Cajun Classic Open Invitational ·
California State Open ·
Carling World Open ·
Centel Classic ·
Chattanooga Classic ·
Cleveland Open ·
Connecticut Open ·
Coral Gables Open Invitational ·
Coral Springs Open Invitational ·
CVS Charity Classic ·
Dallas Open ·
Danny Thomas-Diplomat Classic ·
Dapper Dan Open ·
De Soto Open Invitational ·
Denver Open Invitational ·
Doral Open ·
Dow Jones Open Invitational ·
Durham Open ·
Eastern Open ·
El Paso Open ·
Empire State Open ·
Esmeralda Open ·
Fig Garden Village Open Invitational ·
Florida Open ·
Fort Wayne Open ·
Frank Sinatra Open Invitational ·
Gasparilla Open ·
Gatlin Brothers-Southwest Golf Classic ·
Ginn sur Mer Classic ·
Chicago Open ·
Glens Falls Open ·
Golden Gate Championship ·
Goodall Palm Beach Round Robin ·
Greater St. Louis Golf Classic ·
Gulfport Open ·
Haig Open Invitational ·
Hale America National Open Golf Tournament ·
Hall of Fame Golf Classic ·
Hershey Open ·
Hesperia Open Invitational ·
Houston Open ·
Indian Ridge Hospital Open Invitational ·
Inverness Invitational Four-Ball ·
Jacksonville Open ·
Kansas City Open ·
Kentucky Derby Open ·
Knoxville Invitational ·
La Gorce Open ·
Labatt Open ·
Liggett & Myers Open ·
Long Beach Open ·
Long Island Open ·
Lucky International Open ·
Maryland Open ·
Massachusetts Open ·
Mayfair Inn Open ·
Memphis Invitational ·
Metropolitan Open ·
Metropolitan PGA Championship ·
Miami Beach Open ·
Miami International Four-Ball ·
Miami Open ·
Michelob Championship at Kingsmill ·
Michigan Golf Classic ·
Milwaukee Open Invitational ·
Milwaukee Open ·
Mobile Sertoma Open Invitational ·
Motor City Open ·
Mountain View Open ·
National Airlines Open Invitational ·
National Celebrities Open ·
National Team Championship ·
New Jersey PGA Championship ·
New Jersey State Open ·
New York State Open ·
North and South Open ·
Northern California Open ·
Oakland Open ·
Ohio Kings Island Open ·
Ohio Open ·
Oklahoma City Open Invitational ·
Oklahoma Open ·
Ontario Open ·
Orange County Open Invitational ·
Oregon Open ·
Pasadena Open ·
Pennsylvania Open Championship ·
Pensacola Open ·
Pepsi Championship ·
Philadelphia Daily News Open ·
Philadelphia Golf Classic ·
Philadelphia Inquirer Open ·
Philadelphia Open ·
Portland Open Invitational ·
Reading Open ·
Rebel Yell Open ·
Rio Grande Valley Open ·
Robinson Open ·
Rubber City Open Invitational ·
Sacramento Open ·
Sahara Invitational ·
Seattle Open Invitational ·
Sioux City Open ·
Southern (Spring) Open ·
St. Paul Open ·
St. Petersburg Open Invitational ·
Sunset-Camellia Open Invitational ·
Sunshine Open Invitational ·
Tacoma Open ·
The International ·
Thomasville Open ·
Thunderbird Classic ·
Thunderbird Invitational ·
Tournament of the Gardens Open ·
Tucson Open ·
Turning Stone Resort Championship ·
US Bank Championship in Milwaukee ·
US Professional Match Play Championship ·
Utah Open ·
Virginia Beach Open ·
Virginia Open ·
Waco Turner Open ·
Walt Disney World Golf Classic ·
West End Classic ·
West Palm Beach Open Invitational ·
Westchester Open ·
Western Open ·
White Sulphur Springs Open ·
Wisconsin State Open ·
World Championship of Golf ·
Yorba Linda Open Invitational